# Reduit Park
Reduit Park es una localidad de Santa Lucía que forma parte del distrito de Gros Islet.